# جائزة قطر الكبرى للدراجات النارية 2015
جائزة قطر الكبرى للدراجات النارية 2015 هو سباق دراجات نارية أقيم بتاريخ 29 مارس 2015 في حلبة لوسيل الدولية، الدوحة، قطر. كان الجولة الأولة من أصل 18 في سباق الجائزة الكبرى للدراجات النارية موسم 2015. فاز الإيطالي فالنتينو روسي بفئة الموتو جي بي.

## وصلات خارجية
- الموقع الرسمي